# Powiat strzelecki (województwo zielonogórskie)
Powiat strzelecki (krajeński) – powiat istniejący do roku 1975 na terenie obecnego powiatu strzelecko-drezdeneckiego (woj. lubuskie). Jego ośrodkiem administracyjnym były Strzelce Krajeńskie. Powiat strzelecki wchodził w skład województwa zielonogórskiego i miał identyczny wykres granic jak dzisiejszy powiat strzelecko-drezdenecki.
Po reformie administracyjnej w 1975 roku terytorium powiatu weszło w skład nowego województwa gorzowskiego. Powiat przywrócono w roku 1999 pod nazwą strzelecko-drezdenecki z siedzibą w Strzelcach Krajeńskich.